# Natrij ionski akumulator
Natrij ionski akumulator, angleško sodium-ion battery služi, kakor tudi ostali električni akumulatorji, za shranjevanje električne energije. Nosilci shranjene energije so ioni natrija. 

## Prednosti in slabosti natrij ionskih akumulatorjev
Natrij je občutno cenejši od Litija, je razprostranjen širom sveta, je enostaven za pridobivanje ter recikliranje in je zato izdelava natrij ionski akumulatorjev cenovno ugodna. Nekatere vrste natrij ionskih akumulatorjev imajo tudi dobre lastnosti pri nizkih temperaturah in niso tako vnetljivi kot litijevi akumulatorji. Litijevi akumulatorji imajo nekoliko boljšo energijsko gostoto od natrijevih, oziroma so nekoliko lažji pri enaki zmogljivosti, kar je predvsem pomembno v mobilnih napravah.

## Tržna dostopnost
Do leta 2017 so imeli natrij ionski akumulatorji zaradi zahtevne izdelave, nizke energijske gostote in nizke cene litija zanemarljivo vlogo. Preboj v znanosti je takrat omogočil večjo energijsko gostoto. Leta 2023 je kitajsko podjetje CATL pričelo z masovno proizvodnjo natrij ionskih akumulatorjev namenjenih za vgradnjo v električne avtomobile z naslednjimi lastnostmi:
- energijska gostota 150Wh/kg,
- s časom polnjenja do 80% kapacitete v 15 minutah
- pri temperaturi  -20 °C ohrani 90% kapacitete
- ugodni stroški izdelave